# NGC 28
NGC 28 és una galàxia el·líptica de tipus E1 en la seqüència de Hubble localitzada a la constel·lació del Fènix.